# Узбекистан на летних Олимпийских играх 1996
Узбекистан принимал участие в Летних Олимпийских играх 1996 года в Атланте (США) в первый раз за свою историю, и завоевал одну бронзовую и одну серебряную медали, занял 58-е место в неофициальном командном зачёте. Сборную страны представляли 76 спортсменов, в том числе 8 женщин, из 11 регионов: Ташкент — 37 человек, Ташкентская область — 14, Самаркандская область, Ферганская область — 6, Андижанская область, Навоийская область — 5, Бухарская область, Сырдарьинская область — 2, Кашкадарьинская область, Республика Каракалпакстан, Хорезмская область — 1 человек.

## Медалисты
| Медаль  | Спортсмен        | Вид спорта | Дисциплина        |
| ------- | ---------------- | ---------- | ----------------- |
| Серебро | Армен Багдасаров | Дзюдо      | Мужчины, до 86 кг |
| Бронза  | Карим Туляганов  | Бокс       | Мужчины, до 71 кг |

## Результаты соревнований

### Гимнастика
Оксана Чусовитина
- Женщины, личное многоборье: 10 место
- вольные упражнения: 34 место в квалификации
- Опорный прыжок: 20-е место в квалификации
- Бревно:: 61 место в квалификации
- Брусья: 29 место в квалификации

Анастасия Дзюндзяк
- Женщины, личное многоборье: 31 место
- вольные упражнения: 50-е место в квалификации
- Опорный прыжок: 47 место в квалификации
- Бревно: 56-е место в квалификации
- Брусья: 52-е место в квалификации

### Лёгкая атлетика
Мужчины
Беговые дисциплины
| Дисциплина                    | Спортсмен        | Предварительный раунд | Предварительный раунд | Предварительный раунд | Четвертьфиналы       | Четвертьфиналы       | Четвертьфиналы       | Полуфиналы           | Полуфиналы           | Полуфиналы           | Финал                | Финал                |
| Дисциплина                    | Спортсмен        | Забег                 | Время                 | Место                 | Забег                | Время                | Место                | Забег                | Время                | Место                | Время                | Место                |
| ----------------------------- | ---------------- | --------------------- | --------------------- | --------------------- | -------------------- | -------------------- | -------------------- | -------------------- | -------------------- | -------------------- | -------------------- | -------------------- |
| бег на 100 метров             | Анвар Кучмурадов | 7                     | 10,71                 | 6                     | Завершил выступление | Завершил выступление | Завершил выступление | Завершил выступление | Завершил выступление | Завершил выступление | Завершил выступление | Завершил выступление |
| бег на 110 метров с барьерами | Юрий Аристов     | 2                     | 15,04                 | 8                     | Завершил выступление | Завершил выступление | Завершил выступление | Завершил выступление | Завершил выступление | Завершил выступление | Завершил выступление | Завершил выступление |

Технические дисциплины
| Дисциплина     | Спортсмен         | Квалификация | Квалификация | Финал                | Финал                |
| Дисциплина     | Спортсмен         | Результат    | Место        | Результат            | Место                |
| -------------- | ----------------- | ------------ | ------------ | -------------------- | -------------------- |
| тройной прыжок | Евгений Петин     | 15,89        | 38           | Завершил выступление | Завершил выступление |
| толкание ядра  | Сергей Кот        | 16,51        | 33           | Завершил выступление | Завершил выступление |
| метание диска  | Роман Полторацкий | 51,96        | 37           | Завершил выступление | Завершил выступление |
| метание копья  | Сергей Войнов     | 76,30        | 24           | Завершил выступление | Завершил выступление |
| метание копья  | Владимир Парфёнов | 73,96        | 27           | Завершил выступление | Завершил выступление |
| метание молота | Виталий Хожателев | 64,52        | 36           | Завершил выступление | Завершил выступление |

Многоборье
| Дисциплина  | Спортсмен          | Параметр  | 100 м | длина | ядро  | высота | 400 м | 110 м с/б | диск  | шест | копьё | 1500 м  | Всего очков | Итоговое место |
| ----------- | ------------------ | --------- | ----- | ----- | ----- | ------ | ----- | --------- | ----- | ---- | ----- | ------- | ----------- | -------------- |
| десятиборье | Рамиль Ганиев      | Результат | 10,84 | 7,61  | 14,71 | 2,13   | 49,14 | 14,88     | 44,86 | 5,20 | 53,70 | 4:42,72 | 8318        | 8              |
| десятиборье | Рамиль Ганиев      | Очки      | 897   | 962   | 772   | 925    | 855   | 864       | 764   | 972  | 644   | 663     | 8318        | 8              |
| десятиборье | Рамиль Ганиев      | Место     | 11    | 7     | 13    | 2      | 21    | 27        | 15    | 4    | 27    | 23      | 8318        | 8              |
| десятиборье | Олег Веретельников | Результат | 11,06 | 7,24  | 12,66 | 1,95   | 49,65 | —         | —     | —    | —     | —       | —           | DNF            |
| десятиборье | Олег Веретельников | Очки      | 847   | 871   | 647   | 758    | 831   | —         | —     | —    | —     | —       | —           | DNF            |
| десятиборье | Олег Веретельников | Место     | 26    | 25    | 34    | 22     | 25    | —         | —     | —    | —     | —       | —           | DNF            |

Женщины
Беговые дисциплины
| Дисциплина        | Спортсменка       | Предварительный раунд | Предварительный раунд | Предварительный раунд | Четвертьфиналы        | Четвертьфиналы        | Четвертьфиналы        | Полуфиналы            | Полуфиналы            | Полуфиналы            | Финал                 | Финал                 |
| Дисциплина        | Спортсменка       | Забег                 | Время                 | Место                 | Забег                 | Время                 | Место                 | Забег                 | Время                 | Место                 | Время                 | Место                 |
| ----------------- | ----------------- | --------------------- | --------------------- | --------------------- | --------------------- | --------------------- | --------------------- | --------------------- | --------------------- | --------------------- | --------------------- | --------------------- |
| бег на 100 метров | Людмила Дмитриади | 1                     | 12,04                 | 6                     | Завершила выступление | Завершила выступление | Завершила выступление | Завершила выступление | Завершила выступление | Завершила выступление | Завершила выступление | Завершила выступление |
| бег на 200 метров | Людмила Дмитриади | 6                     | 24,88                 | 8                     | Завершила выступление | Завершила выступление | Завершила выступление | Завершила выступление | Завершила выступление | Завершила выступление | Завершила выступление | Завершила выступление |

Технические дисциплины
| Дисциплина      | Спортсменка       | Квалификация | Квалификация | Финал                 | Финал                 |
| Дисциплина      | Спортсменка       | Результат    | Место        | Результат             | Место                 |
| --------------- | ----------------- | ------------ | ------------ | --------------------- | --------------------- |
| прыжки в высоту | Светлана Мунькова | 1,80         | 28           | Завершила выступление | Завершила выступление |

### Тяжёлая атлетика
Каждый НОК самостоятельно выбирает категорию в которой выступит её тяжелоатлет. В рамках соревнований проводятся два упражнения — рывок и толчок. В каждом из упражнений спортсмену даётся 3 попытки. Победитель определяется по сумме двух упражнений. При равенстве результатов победа присуждается спортсмену, с меньшим собственным весом.
Мужчины
| Категория    | Спортсмены        | Рывок | Рывок | Рывок | Толчок | Толчок | Толчок | Всего | Место |
| Категория    | Спортсмены        | 1     | 2     | 3     | 1      | 2      | 3      | Всего | Место |
| ------------ | ----------------- | ----- | ----- | ----- | ------ | ------ | ------ | ----- | ----- |
| до 54 кг     | Виктор Янский     | 102.5 | 107.5 | 107.5 | 132.5  | 135    | 140    | 242.5 | 14    |
| до 83 кг     | Бахтияр Нуруллаев | 145,0 | 145,0 | 145,0 | x      | x      | x      | x     | x     |
| до 99 кг     | Александр Уринов  | 165   | 170   | 172,5 | 192,5  | 200    | 200    | 365   | 13    |
| до 108 кг    | Валентин Манушев  | 160   | 160   | 165,0 | 190    | 200    | 200    | 350   | 16    |
| свыше 108 кг | Игорь Халилов     | 177,5 | 182,5 | x     | x      | x      | x      | x     | x     |

## Примечание
1. ↑  Олимпийские игры (недоступная ссылка) // А. Н. Нормурадов, И. И. Моргунова; МВ и ССО РУз. — Т.: Noshir, 2011. — 240 c. — C. 103—114.